# Arne Dokken
Arne Dokken (nacido el 27 de agosto de 1955 en Drammen, Noruega) es un entrenador y exfutbolista noruego de fútbol. Actualmente es director deportivo del Sandefjord Fotball, equipo donde juega su hijo, Kenneth Dokken.

## Como jugador
Arne Dokken nació en Drammen, iniciando su carrera en  Åssiden IF y se fue al Stromsgodset IF con tan sólo 19 años que estuvo desde (1975/1977). En la campaña del año 1975 fue el máximo goleador de la Primera División de Noruega estando ocho temporadas jugando 147 partidos anotando 67 goles. Después se marchó al Lillestrøm SK (1978/1981) donde ganaría dos medallas de oro en la Copa de Noruega de 1978 y la liga de 1981. Posteriormente se convertiría en un profesional en el Panathinaikos FC desde (1981/83) y cuando fue cedido posteriormente al Apollon Smyrnis en la temporada 1983/84. Después regresaría a Noruega para ser jugador del Rosenborg BK donde estuvo dos años desde (1984/86) y allí se retiraría.
Dokken fue convocado una vez para el equipo masculino de Noruega, cuatro veces por Noruega sub-19 y 11 veces por Noruega sub-21. Él fue convocado 24 veces para el equipo nacional de fútbol de Noruega, anotando dos goles.

## Como entrenador[4]
Comenzó su carrera como entrenador en el Rosenborg en 1985, tuvo éxito ya que el equipo ganó las medallas de oro donde regresaría en la campaña 1986/87. Fue a partir de entonces director de deportes en Rosenborg BK y FC Lyn Oslo. Continuó en el Stromsgodset IF como entrenador (2000/2002) y jefe de deportes y para Sandefjord Fotball donde fue entrenador en la temporada 2004. Luego se convirtió en director deportivo del Hønefoss BK antes de regresar a Sandefjord Fotball como director deportivo.

## Logros

### Como futbolista
Lillestrøm SK
- Primera División de Noruega

Ganador (1): 1981
Subcampeón (1): 1978
- Copa de Noruega

Ganador (2): 1978, 1981
Subcampeón (1): 1980
Panathinaikos FC
- Super Liga de Grecia

Subcampeón (1): 1981/82
- Copa de Grecia

Ganador (1): 1982

### Como entrenador
Rosenborg BK
- Primera División de Noruega

Ganador (1): 1985